# Очнев, Юрий Георгиевич
Юрий Георгиевич Очнев (4 июля 1934, Москва) — советский хоккеист, советский и российский тренер, Заслуженный работник физической культуры Российской Федерации (2005), Заслуженный тренер России. Награждён медалью «За боевое содружество» (2011).

## Биография
Родился 4 июля 1934 года в городе Москва.
Играл на позиции нападающего в командах ЦДСА (играл в первой команде на первенство Московской области) в 1952—1957 гг., «Локомотив» Москва в 1957—1961 гг., «Даугава» Рига в 1961—1963 гг.

### Тренерская карьера
Наибольших успехов Очнев добился на тренерской стезе. С сезона 1966—1967 гг. в возрасте 32 лет он стал играющим тренером хоккейного клуба Торпедо (Подольск). В дальнейшем тренировал следующие клубы:
- тренер «Торпедо» (Ярославль) в 1968—70 гг.
- старший тренер «Торпедо» (Ярославль) в 1970—71 гг.
- тренер «Кристалл» (Саратов) в 1971-75 гг.
- тренер «Динамо» (Москва) в 1975-77 гг.
серебряный призёр Чемпионата СССР — 1977
бронзовый призёр Чемпионата СССР — 1976
обладатель Кубка СССР — 1976
обладатель Кубка Ахерна — 1976
- главный тренер «Кристалл» (Саратов) в 1977-79 гг.
- тренер «Динамо» (Москва) в 1979-81 гг.
серебряный призёр Чемпионата СССР — 1980
бронзовый призёр Чемпионата СССР — 1981
- главный тренер «Динамо» (Минск) в 1981-82 гг.
- главный тренер «Динамо» (Харьков) в 1983-86 гг.
- старший тренер «Динамо» (Харьков) в 1986-88 гг.
- тренер «Динамо» (Москва) в 1989-90 гг.
Чемпион СССР — 1990
- главный тренер «Динамо-2» (Москва) в 1990-91 гг.
- главный тренер «Итиль» (Казань) в 1991-92 гг.
- тренер «Динамо» (Москва) в 1995-96 гг.
серебряный призёр Чемпионата МХЛ — 1996
обладатель Кубка МХЛ — 1996
- главный тренер «Динамо» (Москва) в 1996-97 гг.
- тренер «Динамо» (Москва) в 1997-01 гг.
Чемпион России — 2000
серебряный призёр Чемпионата России — 1999
финалист Евролиги — 1997, 1998, 1999
финалист Кубка России — 1998
- тренер «Витязь» (Подольск) в 2001-02 гг.